# 稲葉継雄
稲葉 継雄（いなば つぎお、1947年 - ）は、日本の教育学者、歴史学者。教育学博士(九州大学)。唐津市教育長。九州大学大学院人間環境学研究院教授兼韓国研究センター長。専門は比較教育学、朝鮮教育史。

## 略歴・人物
1947年、佐賀県唐津市に生まれる。唐津東高―九州大学教育学部卒。
韓国・高麗大学に三年間留学し、韓国語をマスターした。
筑波大学勤務を経て母校・九州大学に戻り、1997年に教授就任。
2004年7月から教育学部長就任（任期二年）。
主に旧韓末～植民地期朝鮮の教育史を専門とし、従来主流だった朝鮮人に対する教育のみならず、広く朝鮮における内地人(日本人)に対する教育についての、実証的な研究を行った先駆者の一人。
単著に『旧韓国～朝鮮の「内地人」教育』（九州大学出版会、2005年）、『旧韓国～朝鮮の日本人教員』（九州大学出版会、2001年）、『旧韓国の教育と日本人』（九州大学出版会、1999年）『旧韓末「日語学校」の研究』（九州大学出版会、1997年）がある。

## 著作
単著
- 『旧韓国―朝鮮の「内地人」教育』 九州大学出版会、2005年11月。ISBN 978-4873788845
- 『旧韓国の教育と日本人』 九州大学出版会、1999年10月。ISBN 978-4873786063
- 『旧韓国〜朝鮮の日本人教員』 九州大学出版会、2001年12月。978-4873787046
- 『旧韓末「日語学校」の研究』 九州大学出版会、1997年11月。ISBN 978-4873785240

訳書
- 尹泰林（著）馬越徹（訳）『韓国人―その意識構造』 高麗書林、1975年。ASIN B000J9OIQY

自費出版
- 『東亜同文会の韓国における教育活動―筑波大学プロジェクト研究報告』 1985年3月。ASIN B000J6NZZ2
- 『東京高等師範学校と韓国・朝鮮の教育〈その1〉茗渓会関係者の半島進出』 1984年3月。ASIN B000J6OM2C